# 1476
1476 (MCDLXXVI) je bilo prestopno leto, ki se je po julijanskem koledarju začelo na ponedeljek.

## Dogodki
- 1. januar

## Smrti
- 6. julij - Regiomontan (Johannes Müller), nemški matematik, astronom (* 1436)
- Vlad III. Drakula, vlaški knez (* 1431)